# K.u.k.
Forkortelsen k.u.k. (kaiserlich und königlich, kejserlig og kongelig) er en titel brugt fra 1867 til 1918 i det østrig-ungarske dobbeltmonarki. Kejseren af Østrig var konge af Ungarn, og dermed opstod den dobbelte titel.